# 札幌市麻生球場
札幌市麻生球場（さっぽろしあさぶきゅうじょう）は、北海道札幌市北区麻生町にある野球場。施設は札幌市が所有し、札幌市スポーツ協会が指定管理者として運営管理を行っている。

## 歴史
かつて市の中心部、中島公園内には札幌市営中島球場があり、高校野球、大学野球などアマチュア野球公式戦などが行われるメッカであったが、老朽化が進み、外野スタンドが手狭なことから、新たな野球場を整備する方針が決まった。建設地を北区の麻生町七丁目として整備事業が進められたが、1978年（昭和53年）、建設予定地で擦文時代前期（約1,000年前）の遺跡（札幌市K-446遺跡）が見つかったため発掘調査が行われ、竪穴建物や擦文土器・須恵器などが出土した。出土品は北海道指定有形文化財に指定され、札幌市埋蔵文化財センターに所蔵された。
麻生球場の整備事業はこの調査終了後に再開され、1980年に竣工、開場した。これに伴い、同年限りで中島球場は閉鎖された。開場以来、高校野球、大学野球などアマチュア公式戦が行われており、高校野球では札幌支部予選の開催場所のひとつとなっている。但し北海道大会は札幌市円山球場で行われるため、札幌圏の球児以外にはあまり馴染みがない。また大学野球では札幌学生野球連盟のうち二部・三部のリーグ戦が行われている。
2018年5月10日、春季全道高校野球大会札幌支部予選が行われている中で、手動交換式スコアボードの準備をしていた高校生が、倒れてきた校名プレート（1枚約15kg）に挟まれて骨折する事故が発生した。スコアボードの板は、翌月にかけて軽量化したものに交換されている。この事故をきっかけに、スコアボードを電光掲示板に変更。2019年春より使用開始をしている
住宅街の中にあるため、鳴り物を使用しての応援は一切禁止されている。

## 施設概要
- グラウンド面積：
- 両翼：92m、中堅：111m
- 内野：土、外野：天然芝
- 照明設備：なし
- 収容人員：12,000人
- スコアボード：電光掲示板

## 交通
- JR札沼線（学園都市線）・新琴似駅より徒歩約7分
- 札幌市営地下鉄南北線・麻生駅より徒歩約8分
- 北海道中央バス（石狩・新川）「下水道科学館前」から徒歩1分。

## 官製談合事件 (2013年)
2016年11月8日、北海道警察本部刑事部捜査第二課等は、札幌市観光文化局スポーツ部が2013年2月に発注した麻生球場の搬入ゲート取り換え工事の指名競争入札において、同部職員（逮捕時定年退職）と市内建築金物製作会社営業課長が協議のうえ、当該会社が受注できるよう市職員が入札の設計金額などを漏らし、当該会社が470万円(落札率94.7%)で落札し、入札の公正を妨害した行為に対し、関係した二名を入札談合等関与行為の排除及び防止並びに職員による入札等の公正を害すべき行為の処罰に関する法律違反の疑いで逮捕した。同日、市スポーツ部長手島久仁彦は緊急記者会見で報道資料を公表し、当該職員が札幌健康スポーツ財団に勤務している事実などを公表して陳謝した。また市長の秋元克広は、再発防止と信頼回復に努めるとコメントした。
2016年11月9日、北海道新聞は社説で「市職員が入札の不正に絡んで逮捕されたのは、2011年以降の5年間で3人目。構造的な問題とみられても仕方があるまい」と書いた。
2017年1月27日、札幌地方裁判所は観光文化局（2017年現在はスポーツ局）の元職員に対し、官製談合防止法違反の罪で懲役1年執行猶予3年の有罪判決を言い渡した。
同年2月13日、札幌市は官製談合事件について「不適正な契約行為の申出に係る内部調査結果について」と題する調査報告と懲戒処分を発表。判決を受けた元職員の上司と同僚に「職員の指揮監督及び厳正な事務執行体制の確保に一定の遺漏があった」「適正な事務執行に関する意識を欠いていた」との事実を認め、係る行為が地方公務員法第32条(法令等遵守義務)及び第33条（信用保持義務）に違反するとして、スポーツ局課長（事件当時係長）を減給1月、経済観光局部長（当時スポーツ局部長）を減給1月、建設局一般職 （当時スポーツ局一般職）を文書厳重注意の処分を実施したと発表した。ただし局長職及び課長職は退職済のため処分対象とならなかった。秋元克広は、「市民のみなさまに多大なるご迷惑をおかけしましたことを、深くお詫び申し上げます」「札幌市としての再発防止策を策定しましたので、これらの取り組みを効果的に進め、今後このような事態が発生しないよう、市民のみなさまの信頼回復に向けて全力を尽くしてまいりたいと考えております」とのコメントを発表し、指名競争入札の適用(2015年度の全入札中の指名競争入札率78%)を厳格化し一般競争入札を拡大する等の再発防止策を公表した。
また秋元は、同年3月23日の市長記者会見において、特別職の引責について、市長・副市長・教育長の給与の一部を1か月減額するため、平成29年第1回定例市議会に条例の改正案を提案することを発表した。